# Ambetanterik
Ambetanterik is een Belgisch bier van hoge gisting.
Het bier wordt gebrouwen door bierfirma Het Alternatief uit Izegem bij Brouwerij Alvinne te Moen of bij Brouwerij De Graal te Brakel.
Het is een zwart bier, type stout met een alcoholpercentage van 11%.